# Basiphyllaea hamiltoniana
Basiphyllaea hamiltoniana là một loài thực vật có hoa trong họ Lan. Loài này được Ackerman & Whitten mô tả khoa học đầu tiên năm 2001.